# Saudades do Brasil

Les Saudades do Brasil opus 67 sont une suite de douze danses pour piano de Darius Milhaud. Composées entre 1920 et 1921 après le séjour du compositeur en Amérique latine en 1917-1918, chaque danse est basée sur un rythme à deux temps de tango ou de samba et porte le nom d'un quartier de Rio de Janeiro ou d'une ville brésilienne. Il existe une transcription pour orchestre de cette suite.

## Structure
1. Sorocaba : sur un rythme de tango
2. Botafogo : « doucement »
3. Leme : « à l'aise »
4. Copacabana : « calme »
5. Ipanema : sur un rythme de tango (dédié à Arthur Rubinstein)
6. Gávea : sur un rythme vif de tango
7. Corcovado : sur un rythme retenu de tango
8. Tijuca : tango mélancolique
9. Sumare : danse légère sur un rythme de samba
10. Paineras : « souple »
11. Laranjeiras : danse alerte dédiée à Audrey Parr[1]
12. Paysandú : pure mélodie (dédiée à Paul Claudel)

## Ouvrages de référence
- François-René Tranchefort (dir.), Guide de la musique de piano et clavecin, Paris, Fayard, 1987, 868 p. (ISBN 2-213-01639-9), p. 528